# Esparragalejo
Esparragalejo è un comune spagnolo di 1 480 abitanti situato nella comunità autonoma dell'Estremadura. Situato a circa 8 km da Mérida, è molto conosciuto nella zona per una diga di epoca romana, due lagune naturali e una fiera, tra le più importanti anche al giorno d'oggi nella provincia di Badajoz. Patrona della città è la Vergine della Salute.